# Pedro Andrés Burriel
Pedro Andrés Burriel (Buenache de Alarcón, província de Conca, 1720?- 179-?) fou un jurista espanyol, regent a la Reial Audiència de Catalunya entre 1786 i 1789.
Nascut a Buenache, era germà del conegut il·lustrat i historiador Andrés Marcos Burriel. Va estudiar a la universitat de Toledo, on es titulà com a batxiller en Dret. Fou advocat als Reials Consells i, per reial decret, l 1753 rebé el títol d'Alcalde de Hijosdalgo de la Cancelleria de Valladolid. Els informes de l'època el qualifiquen de "muy hábil y aplicado a todo género de erudición y materias politicas". En 1757 és president d'aquesta institució. Es casa en 1762 amb María Antonia Montemayor Sandoval, amb qui tindrà dos fills: Antonio i Andrés.
El febrer de 1771 és nomenat oïdor de l'audiència de Galícia i en 1777 és promogut a regent de la Reial Audiència de Canàries, gràcies a la protecció del comte de Floridablanca. L'actuació a les illes va desvetllar opinions contràries. El comandant general de les Canàries, Eugenio Fernández de Alvarado, marquès de Tabalosos, redactà en 1779 un informe molt crític, dient que tenia poca experiència i un comportament discutible i que convenia portar-lo a un lloc on hi hagués gent més experimentada de la que pogués aprendre. Al contrari, el marquès de La Cañada n'informà molt favorablement en 1785: era "reputado por docto y buen letrado ... íntegro, desinteresado, imparcial y de muy cristiana conducta, prudente, urbano y laboriosos ... acreedor a que se le coloque en mas sobresaliente empleos".
El 15 de febrer de 1786 és nomenat regent de l'audiència de Catalunya, també per la influència de Floridablanca, llavors Secretari d'Estat. Hi fou poc temps, perquè en 1787 fou elegit per a la presidència de la Cancelleria de Valladolid. En 1788 és condecorat amb l'Orde de Carles III i l'any següent és promogut al Consell del Regne. En 1792, és nomenat Gobernador de la Sala de Alcaldes de Casa y Corte, però només s'hi està vuit mesos: la caiguda en desgràcia de Floridablanca provocà que fos destituït, encara que la documentació oficial dissimulés el fet adduint-hi la jubilació.
També erudit, va mantenir correspondència amb Gregori Maians i va publicar Manifiesto, o Memoria de las desgracias ocurridas por la extraordinaria creciente del río Esgueva el 25 de febrero de 1788.